# Рубин, Виталий Аронович
Вита́лий Аро́нович Ру́бин (ивр. ויטלי רובין‎, 14 сентября 1923, Москва — 18 октября 1981, Беэр-Шева) — советский и израильский философ-китаевед.
Сын философа А. И. Рубина. В 1940 году поступил в Московский государственный университет. В 1941—1942 годах служил добровольцем в РККА, непродолжительное время находился в немецком плену. Из-за этого был арестован, в 1943—1944 годах содержался в спецлагере для военнослужащих под Тулой, где заболел туберкулёзом позвоночника и был демобилизован по инвалидности. После излечения обучался в МГУ (1948—1951), в 1952—1953 годах работал в Новочеркасском сельскохозяйственном институте с китайскими практикантами. В 1953—1968 годах референт-переводчик ФБОН, в 1959 году защитил диссертацию на соискание степени кандидата исторических наук. В 1969—1972 годах старший научный сотрудник Института востоковедения АН СССР. После подачи заявления на выезд в Израиль (1972) был вынужден уволиться с работы, подвергался преследованиям со стороны правоохранительных органов и КГБ. Активный участник правозащитного движения. Международный авторитет Рубина, который публиковался в западных научных журналах, способствовал широкому движению востоковедов, неоднократно обращавшихся с просьбами к советскому руководству выпустить учёного на Запад. В 1974 году заочно удостоен израильского гражданства и избран ассоциированным профессором Еврейского университета в Иерусалиме. Рубин входил в первый состав московской Хельсинкской группы, через три недели после её создания получил разрешение на выезд из СССР (июнь 1976 года). В Израиле продолжил активную научную деятельность, преподавал историю китайской политической мысли и философию Древнего Китая в Иерусалимском университете, побывал на Тайване и в Японии. Погиб в автомобильной катастрофе в 58-летнем возрасте.
Получив образование историка, Рубин до середины 1960-х годов занимался проблемами существования рабства и народного собрания в государствах эпохи Чуньцю, после чего перешёл к исследованию политической идеологии Древнего Китая, особенно конфуцианства. В 1970 году опубликовал свою единственную монографию «Идеология и культура Древнего Китая», которая в 1976 году вышла в английском переводе и получила большой резонанс в профессиональной среде. По определению А. И. Кобзева, в последнее десятилетие жизни Рубин являлся самым известным в мире «советским, а точнее антисоветским, синологом».

## Биография

### Становление (1923—1953)
Родился в Москве 14 сентября 1923 года в семье философа Арона Ильича Рубина и домохозяйки Софьи Сауловны Бахмутской. Одновременно появилась на свет сестра-близнец — Мария Рубина. Они были племянниками актрисы Марии Синельниковой, экономиста Исаака Рубина и прозаика Андрея Соболя; двоюродными братом и сестрой поэта Марка Соболя. По свидетельству Виталия, его отец был «горячим евреем», хотя языком его творчества всегда был русский. В 1920-е годы А. И. Рубин работал в Институте марксизма-ленинизма над переводами К. Маркса; далее попытался представить в РАНИОН кандидатскую диссертацию, которая в 1929 году была отвергнута. Семья пострадала в годы «большого террора»:

В период сталинских репрессий большинство родителей боялось говорить откровенно со своими детьми. Отец, однако, открыто говорил с нами обо всём, что происходило, поэтому уже в детстве у нас было ясное представление о сталинской эпохе и соответственное отношение к ней. В классе мы с сестрой были единственные, кто не вступил в комсомол. Надо сказать, что среди своих сверстников я почти не встречал такого понимания всего происходящего и такого отношения к нему, какое было у меня.
Окончив девятый класс, в 1940 году Рубин сдал экстерном экзамены по курсу десятилетки, и поступил на исторический факультет МГУ. Когда он окончил первый курс, началась Великая Отечественная война. Рубин пошёл добровольцем в ополчение, причём артиллерийский полк, в котором он служил, целиком состоял из студентов. Вместе со своей дивизией Рубин в начале октября 1941 года попал в окружение в районе Ельни, неорганизованный выход из которого продолжался с 3 по 22 октября. Далее красноармеец Рубин попал в немецкий плен, и при первичном допросе назвался русским («Это был единственный случай, когда я отказался от своего еврейства»). Поскольку начиналась битва за Москву, через три дня пленный Рубин сумел бежать и в тот же день вышел на советские позиции в Серпухове. Особый отдел им не заинтересовался. В ноябре Рубин добрался до Москвы, узнав, что родители и сестра эвакуированы в Омск. Далее он был помещён на гауптвахту и допрошен в связи с нахождением в плену, и после дачи объяснений направлен на фронт. В январе 1942 года Рубин во время боёв под Калугой отморозил обе ступни, и после лечения в госпитале был направлен к родителям в эвакуацию. После выздоровления в апреле его командировали в артиллерийское училище в Томске.
На летних учениях комиссар училища увидел у Рубина немецкую трофейную записную книжку, в которой он фиксировал даты своей жизни на фронте, там же описывались подробности плена. После предварительного допроса Рубин был арестован и направлен на пересылку в Новосибирск (30 июля 1942 года), а оттуда без суда и следствия был направлен в спецлагерь под Тулой на станции Узловая, на угольную шахту, где служил откатчиком вагонеток. Условия в спецлагере были несравнимо более мягкими по сравнению с ИТЛ: вместе с арестованными военнослужащими работали вольнонаёмные, регулярно поддерживалась переписка с родными и можно было получать книги. В интервью 1977 года Рубин утверждал, что «были там очень хорошие люди и было много евреев, с которыми я дружил. Там уже было чувство какой-то еврейской солидарности». У Рубина появилась возможность размышлять над своим будущим и осмысливать своё призвание. Тем не менее условия содержания были крайне суровыми: 12-часовой рабочий день, скудный паёк, издевательства над заключёнными. В письме родителям 23 октября 1943 года он сообщал, что в амбулатории на станции ему поставили диагноз «радикулит», после чего отправили на работы, так как никаких лекарств не было. В январе 1944 года Рубин был не в состоянии работать, и его разбил паралич: «радикулит» оказался туберкулёзом позвоночника. Он был демобилизован по инвалидности и передан родителям. Последующие события Рубин не любил вспоминать, лишь мельком зафиксировав в дневнике 1969 года, что «пролежал четыре года, не вставая с постели». За время излечения он экстерном окончил второй курс исторического факультета Московского университета.
В 1948 году Рубин возобновил учёбу в Московском университете, восстановившись на третьем курсе. Университет окончил в 1951 году с отличием, так как активно занимался общественной работой и имел свидетельство инвалида Великой Отечественной войны. На старших курсах возникла проблема определения специальности: ещё в лагере Рубин пришёл к выводу, что для философа ему не хватает «всеобъемлющего ума». Сначала он специализировался на античности, но далее, общаясь с отцом, «немедленно выяснялось, что он знает это в десять раз лучше меня, что он может тут же сказать, что из этого получится, и поэтому у меня появлялось чувство неполноценности. И тогда я решил изучить хоть что-то, чего он не знает». А. И. Кобзев истолковывал выбор Китая как «эдипово» стремление превзойти своего отца, и одновременно как стремление оттолкнуться от иудео-христианской культуры. Сам Рубин в 1970-е годы по-другому осмысливал коллизию двадцатилетней давности: он утверждал, что языки давались ему легко, и он обратился к редкой специальности, прежде всего, чтобы не быть «эпигоном в собственном семействе», особенно по сравнению с покойным дядей Исааком. Об «эдиповом комплексе» рассуждал и американский консул в Москве, и в беседе с ним Рубин противопоставлял античному сюжету об Эдипе иудейскую и христианскую идею «высшей любви, связывающей отца и сына».
В автобиографии Рубин так высказывался о создании Израиля в 1948 году: «Всё это воспринималось как вещи потрясающие, которые нас глубоко волнуют, но абсолютно не смогут иметь для нас практического значения. Об Израиле никто никогда даже и не мечтал». По собственным воспоминаниям, сразу после окончания университета Рубин столкнулся с неприкрытым антисемитизмом. Летом 1951 года началась кампания в прессе, и в «Правде» был опубликован обличительный фельетон «Виноградная выжимка», в котором речь шла о еврейских финансовых аферах в виноградарстве. Главными персонажами были Рубин и Рабинович, что и стало поводом для крайне неэтичной шутки на комиссии по распределению: «работают ли ваши родственники в сельском хозяйстве?» Рубин получил свободное распределение и не был принят в аспирантуру. Для набора стажа он собирался подать заявление учителем в школу, однако нашлась вакансия в Новочеркасском сельскохозяйственном институте, куда была направлена группа китайских практикантов, не владеющих русским языком. Требовался одновременно переводчик и преподаватель; на полгода в 1952 году Рубин отбыл в Новочеркасск. После возвращения в Москву он не мог найти работу: началось «дело врачей». 5 марта 1953 года в семье Рубиных с тех пор сделалось праздничной датой («…я купил торт из мороженого и ехал с ним в троллейбусе, где все были с заплаканными глазами и смотрели на меня…»).

### Работа китаиста (1953—1971)
17 мая 1953 года Рубин был принят в ФБОН АН СССР в качестве референта по китайской литературе и литературе о Китае. К тому времени уже вышли его первые статьи, рецензии и обзоры, в основном публиковавшиеся в журнале «Вестник древней истории». В октябре 1956 года Рубин женился на Инессе Моисеевне Аксельрод (род. 1928; семейное имя «Ина»), также работавшей в Академии наук СССР, — сначала в библиотеке Института географии, а далее в Институте востоковедения и во ВГИКе. Брак оказался бездетным. Работа в фундаментальной библиотеке, в которой в период «оттепели» был ликвидирован спецхран, раскрепостила Рубина. Он писал, что в тот период прочитал ряд «антисоветских книг» и мог открыто пользоваться западной прессой. В 1959 году Рубин защитил кандидатскую диссертацию по теме «Цзо цжуань как источник по социальной истории периода Чуньцю» (научный руководитель Л. В. Симоновская).
Внутренняя и внешняя стороны жизни Рубина не совпадали друг с другом. Судя по дневниковым записям, потрясением стала для него кончина отца — Арона Ильича Рубина, последовавшая 7 января 1961 года. Впоследствии Рубин считал себя обязанным предать гласности дневники и нереализованные материалы своего отца, часть этих материалов ему удалось опубликовать за границей. В 1964 году Рубин следил за ходом процесса над Иосифом Бродским. Одновременно нарастало раздражение работой, которой приходилось заниматься; оформлялась собственная концепция китайской политической мысли. Рубин опубликовал около десяти статей в фундаментальной «Советской исторической энциклопедии», а в журнале «Вопросы истории» в 1967 году вышла статья «Два истока китайской политической мысли». Именно во время работы во ФБОН Рубин познакомился с Григорием Померанцем, это произошло около 1959 года. Сам Померанц вспоминал, что «отношения складывались просто и естественно», тем более что ему самому была интересна формирующаяся у Рубина концепция конфуцианского гуманизма, противостоящего легистскому утилитаризму. Рубин стал консультантом культурологических работ Померанца, помогая избегать ошибок, неизбежных при сравнительном исследовании. Согласно Померанцу, ещё в 1967 году «Виталий сохранял оптимизм» и даже пытался организовать профсоюзное собрание против директора библиотеки, который воспретил выступление А. И. Солженицына. Момент выбора наступил после ввода советских войск в Чехословакию, когда «следовало отказаться от оптимизма, или от своих корней в России. Я выбрал первое, Виталий — второе».
В течение 1968 года Рубин настойчиво стремился перейти из ФБОН на работу в академический институт по своей специальности — в отдел Китая ИВАН или в Институт философии. 14 января 1969 года Рубин был официально зачислен старшим научным сотрудником Отдела Китая. С материальной точки зрения всё складывалось благополучно: по советским меркам Рубин хорошо зарабатывал, хотя жил в коммунальной квартире, но, как инвалид войны, имел собственный телефон. Занимаясь гуманитарными науками, он имел почти неограниченный доступ ко всем интересующим его материалам, его даже выпускали за границу (в июле — августе 1967 года супруги Рубины совершили туристическую поездку в ГДР), не препятствовали публикациям в европейских китаеведных изданиях (в 1965 году статья «Цзы-чань и город-государство в Древнем Китае» вышла по-английски в старейшем китаеведном журнале «T'oung Pao»). Внутренняя раздвоенность продолжала фиксироваться в дневнике. Ещё в 1962 году Рубины познакомились с А. И. Солженицыным, хотя отношения с ним и не сложились. По воспоминаниям Инессы Рубиной, поворотным моментом к решению уехать в Израиль послужили Шестидневная война и последовавшая вспышка почти узаконенного антисемитизма в СССР, а также события в Чехословакии в следующем, 1968 году. Рубины начали посещать собрания диссидентов, познакомились с А. Амальриком, А. Красновым-Левитиным и другими представителями правозащитного движения, начали наводить справки, как выглядит процедура репатриации. В дневнике от 11 декабря 1968 года Рубин заявил, что не смог поздравить Солженицына с 50-летием:

Он — лучшее доказательство того, что отсюда надо уходить. Если даже такие люди, как он, не хотят нас, выход может быть только один. И мне кажется, что история этот выход нам даст.
В 1969 году Рубин утвердил плановую тему в Институте востоковедения «Развитие политической мысли в Древнем Китае» и отдал в издательство монографию «Идеология и культура Древнего Китая». 17 апреля 1969 года на общем заседании трудового коллектива была устроена проработка за то, что Виталий и Инесса Рубины подписали в предыдущем году одно из воззваний диссидентов к Верховному Совету СССР. Вопрос о «подписантах» рассматривался и на заседании дирекции в октябре. В следующем году на моральное самочувствие Рубина сильно повлияло осуждение Жореса Медведева, направленного на принудительное психиатрическое лечение, и ленинградское самолётное дело. В начале 1971 года Рубины через знакомых отправили в Израиль просьбу о вызове в страну, без которого было невозможно подать документы на выезд. Подтверждение от неизвестного лица пришло 12 июня 1971 года.
В 1970 году вышла в свет монография Рубина «Идеология и культура Древнего Китая (четыре силуэта)», в которой он практически открыто высказал ряд своих концептуальных идей последнего десятилетия. Во внутренних рецензиях о книге негативно высказались директор недавно основанного Института Дальнего Востока М. Л. Титаренко и признанный специалист по конфуцианству и легизму Л. С. Переломов. В советской научной прессе не было ни одной рецензии. На очередной научной конференции «Общество и государство в Китае» Рубин выступил с новаторским докладом «Проблема секретности в древнекитайской мысли», в котором откровенно отождествил древнекитайскую идеологию с тоталитаризмом. В условиях политизированности общественных наук в СССР, выступления на ведомственной научной конференции (на которой бывало до 200 слушателей) являлись событием, по своей значимости далеко выходящим за рамки учёных собраний. Выступления «диссидентствующего» Рубина, анализировавшего «азиатский способ производства», критиковавшего древнекитайскую политическую практику, воспринимались как направленные против основополагающих идеологических концепций, общих в то время для КНР и СССР.

### Борьба за выезд из СССР (1972—1976)
31 декабря 1971 года, несмотря на утерю вызова из Израиля на почтамте, необходимые документы принесли на дом Рубиным известный в те годы активист еврейского движения Габриэль Шапиро, сопровождавший «молодую и очень экспансивную американку» (не названную по имени), которая носила на шее могендовид, грубо вырубленный из советской монеты с профилем Ленина. 1 января 1972 года Рубин записал в дневнике:

Совсем другое настроение. Встречали Новый год, как уже не помню когда — сидели до начала седьмого. Длинная ночь русской судьбы для нас приходит к концу.
Чтобы не провоцировать неприятностей в отношении начальства — заведующим отдела Китая был тогда Л. П. Делюсин, Рубин оформил увольнение из института по собственному желанию. 25 февраля Виталий и Мария Рубины, Инесса Аксельрод-Рубина и её мать подали документы в ОВИР. Тёща Виталия Ароновича скончалась в апреле. 13 июля 1972 года пришёл отказ на имя Виталия и Инессы Рубиных, однако Мария Ароновна получила разрешение на выезд. Бауманский райком КПСС предложил Рубину вернуться в Отдел Китая, однако он принял решение не оставаться в Советском Союзе: формальным основанием для отказа в выезде было то, что Рубин крупный специалист, востребованный в стране, о чём было официально объявлено 26 июля. 10 августа прошли проводы отъезжающей сестры Марии. Далее последовали санкции: были изъяты из печати две статьи учёного и готовящиеся к изданию переводы канонических памятников конфуцианства. Кроме того, 15 августа 1972 года было введено положение, согласно которому отъезжающие, имеющие высшее образование и учёные степени, должны были возместить расходы на своё образование в размере от 6 до 11 тысяч рублей. Сумма была неподъёмной для безработных Рубиных. Обо всём этом Рубин сообщил через газету «New York Review of Books», в номере которой от 5 октября 1972 года было опубликовано открытое письмо: «Человек ли учёный?». Обращение привлекло внимание известного китаеведа Гарольда Шифрина, который из США переехал в Израиль и был директором Института Азии и Африки Иерусалимского университета. Находясь на отдыхе в Прибалтике, Рубины по «Би-би-си» узнали, что 24 июня 1973 года 1200 востоковедов из 18 стран подписались под обращением к советскому правительству с просьбой дать разрешение Рубину выехать на XXIX Международный конгресс востоковедов, который должен был состояться в Париже в июле 1973 года. На этом конгрессе произошёл небольшой скандал: по инициативе Шифрина была принята резолюция, выражающая сожаление по поводу того, что не разрешили приехать Рубину, за что проголосовало около сотни учёных. Из-за этого местом следующего конгресса был избран Мехико, а не Москва, которую предлагал глава советской делегации и директор Института востоковедения академик Б. Г. Гафуров.
Всё это время супруги Рубины не имели официального места работы. Чтобы не подвергаться обвинению в «тунеядстве», Рубин был оформлен как чтец-секретарь некоего слепого профессора (имя которого нигде не упоминалось), но фактически этим не занимался. Переписку с заграницей ему не запрещали, Рубин отправлял рукописи новых научных статей и получал от корреспондентов зарубежных издательств нужную ему литературу. Основным источником существования, судя по описаниям Инессы Моисеевны Рубиной, стали инвалютные сертификаты, передаваемые благотворительными и правозащитными фондами для нуждающихся отказников. По её воспоминаниям, они с Виталием получали сертификаты самого высокого — долларового — класса, на которые можно было покупать в «Берёзках» дефицитные товары и продукты для последующей перепродажи, в том числе в советских комиссионных магазинах. Так же поступали с одеждой, которая приходила из-заграницы в посылках. «Вся эта „деятельность“ не доставляла мне никакого удовольствия. Но что было делать? Жить-то надо было как-то». И Виталий, и Инесса испытывали смущение от получения материальной помощи, поскольку не имели возможности отдариться или немедленно вернуть долг (однажды американский турист дал им 200 долларов). Постепенно распродавалась обширная библиотека по философии, принадлежавшая Арону Ильичу Рубину, которая всё равно не могла быть вывезена из СССР. Несмотря на то, что в заявлениях на Запад и в письмах властям Рубины сообщали, что оставлены «без средств к существованию», в буквальном смысле нуждающимися они никогда не были. Признаком относительного (по советским меркам) благополучия являлась возможность отдыхать на море в Прибалтике и в Крыму, что неукоснительно фиксировалось в рубинском дневнике.
Период 1973—1974 годов был отмечен для Рубина интенсивными исканиями, связанными с осознанием своей еврейской идентичности. 20 января 1973 года в комнате Рубиных прошёл самодеятельный семинар, посвящённый еврейской культуре и религии. Соседи по коммунальной квартире подали заявление в милицию, что Рубины «устраивают оргии». Семинары продолжались на разных квартирах их участников, постепенно превращаясь в политические манифестации. Рубины встретились с сенатором Эдвардом Кеннеди, посетившим СССР. Впервые Рубин был задержан милицией 11 октября 1973 года за участие в неофициальной конференции, посвящённой «Войне Судного дня». Она должна была проходить на квартире отказника М. Азбеля. Дома был проведён обыск, который вёлся крайне поверхностно, по свидетельству И. М. Рубиной. 15 февраля 1974 года началась голодовка протеста против запрещения на выезд из СССР В. Рубина, М. Азбеля, В. Горохова и В. Галацкого, широко освещаемая западными СМИ. Было объявлено, что она продлится до получения разрешения на выезд или до смерти голодающих; в конечном итоге, через 10 дней акция завершилась. Голодающих приветствовали депутаты Кнессета и президент Израиля З. Шазар. В результате у Рубина был навсегда отключен телефон, положенный ему как инвалиду войны, вскоре выключили и общий телефон в квартире. Далее в судьбе синолога принял участие провост Колумбийского университета Уильям Теодор де Бари, с подачи которого студенты из организации Student Struggle for Soviet Jewry провели несколько манифестаций, а профессура направляла требования в Конгресс вмешаться в «дело Рубина». Мария Рубина сообщала, что у Стены Плача была проведена голодовка солидарности. 11 марта 1974 года Гарольд Шифрин на волне международного резонанса принял Рубина в штат Иерусалимского университета на ставку профессора, находящегося в зарубежной командировке, вскоре ему было даровано вне очереди израильское гражданство. Ему полагалась зарплата, которую откладывали на отдельный счёт, так как перечислять деньги в СССР не было никакой возможности. В 1973—1974 годах вышла пространная рецензия Рубина на монографию немецкого синолога В. Бауэра о китайской утопии в журнале «Тун бао», и статья «Шэнь Дао и фа-цзя» в «Журнале Американского общества востоковедов».
10 октября 1974 года инициативная группа Колумбийского университета во главе с синологами — эмеритом Кэррингтоном Гудричем и профессором истории Китая Мартином Уилбуром (и ещё шестнадцать преподавателей и аспирантов) подписали открытое письмо «Судьба Рубина», опубликованное в «New York Review of Books». Было анонсировано издание монографии учёного на английском языке, а читателям напоминали, что связаться с Рубиным в Москве крайне сложно. Авторы заявляли, что «не должны позволить нашему коллеге потерять надежду» и настаивали, что советские власти нарушили принцип академической свободы, требуя «немедленно снять ограничения, наложенные на работу и передвижения доктора Рубина».
В течение 1974 года Рубина стали преследовать органы милиции по обвинению в тунеядстве. В июле ему пришлось скрываться у друзей, у него развилась стенокардия. 4 сентября он был задержан милицией, и из отделения госпитализирован. Этот инцидент стал известен в США, и спровоцировал новые акции протеста. 9 апреля 1975 года форум, посвящённый положению Рубина, был проведён в Колумбийском университете, в его работе приняли участие Мария Рубина и Беатрис Де Бари — дочь главы университета, посетившая Москву. К делу Рубина подключилась организация Amnesty International. Тогда же В. Рубин, В. Слепак и А. Лунц участвовали в кампании солидарности с арестованным А. Твердохлебовым, основателем Московского комитета по правам человека. На митинге в Колумбийском университете 28 октября 1975 года выступал Збигнев Бжезинский. Московские отказники возлагали надежды на XXV съезд КПСС, однако письмо от инициативной группы не было принято. Рубин в дневнике выражал удивление, что они вообще были приглашены на беседу в идеологический отдел ЦК КПСС. К открытию съезда 16 февраля 1976 года не было задержаний. В мае 1976 года Рубин вошёл в число членов-учредителей московской Хельсинкской группы (потом его место занял В. Слепак). В это время в Нью-Йорке вышел в свет английский перевод монографии Рубина, названный «Личность и власть в Древнем Китае», специально приуроченный к открытию конгресса востоковедов в Мехико. Оргкомитет конгресса отправил на имя директора ИВ АН СССР Б. Г. Гафурова резкое письмо, которое, по мнению Инессы Рубиной, стало решающим. 29 мая 1976 года пришла открытка из ОВИР, а 1 июня Рубину было велено привезти документы и фотографии. 4 июня 1976 года Виталий и Инесса Рубины получили израильскую визу, и 18 июня вылетели в Тель-Авив, в тот же день высадившись в Аэропорту имени Бен-Гуриона.

### В Израиле (1976—1981)
29 июня 1976 года, через неделю с небольшим после прибытия, супруги Рубины через Амстердам вылетели в Мехико для участия в XXX Международном конгрессе востоковедов. Далее почти весь август и начало сентября Рубины пробыли в США, где чествование учёному устроил Колумбийский университет во время рабочего семинара Американского совета научных обществ (ACLS). Возвращение в Израиль состоялось 11 сентября, к преподавательской деятельности Рубин приступил 3 ноября, сразу же получив должность ассоциированного профессора. Инесса Рубина некоторое время работала в университетской библиотеке, а затем получила должность библиотекаря Центрального сионистского архива. Поскольку Рубин слабо владел ивритом, в университете было разрешено проводить занятия по-английски, за что проголосовал и студенческий комитет. В дневнике много размышлений об адаптации к другой стране и образу жизни, встречаются жалобы на то, что Рубины сильно уставали, «потому ли, что всё время — на чужих языках?». В декабре 1976 года супруги впервые в жизни вселились в отдельную квартиру, 25 мая 1977 года был установлен телефон — символ открытости большого мира. Рубин записал в дневнике, что по всем параметрам его материальный и социальный статус выше, чем в Москве. Когда его коллеги, репатриировавшиеся из США, ругали условия в Израиле, Рубин отмечал в дневнике: «чтобы чувствовать себя здесь хорошо, нужно приехать из СССР». Тем не менее адаптация шла относительно медленно. В дневнике от 5 мая 1977 года содержится следующее рассуждение:

Чувствую по временам какую-то странную агрессивную злость. Значит, что-то есть во всех этих психиатрических разговорах об «эмигрантской болезни». Что это — следствие перенапряжения от работы, где-то внутри поднимающегося сознания бессилия и беспомощности в стране, которая остаётся для тебя незнакомой и непонятной? Неясно.
Виталий и Инесса Рубины много путешествовали, как по Израилю, так и по Европе (во время отпуска 1977 года совершили поездку во Францию и Великобританию). Рубин в декабре 1978 года был приглашён участвовать в семинаре президента Израиля И. Навона как специалист по ассимиляции евреев в СССР. В августе 1980 года впервые в жизни синолог посетил Китай, точнее Тайвань, куда был приглашён на конференцию. 13 августа он прибыл в Тайбэй через Сингапур. В дневнике учёный зафиксировал, что впервые корреспонденты спрашивали его не «об „антисоветской“ деятельности в Москве», а об отношении к конфуцианству, и сетовал, что отсутствие разговорной практики на китайском языке очень мешает. После окончания конференции он на два дня слетал в Японию, а на обратном пути посетил Данию и Швецию.
В последний год жизни Рубин обратился к изучению неоконфуцианства и разработке планов большой истории китайской мысли. Одновременно он пришёл к выводу о наличии соответствия между китайской и еврейской философией («в самом корне еврейской традиции есть такие моменты, которые сближают её с китайской традицией. Это — значение диалога, недоверие к теории и экзистенциальная направленность, значение проблемы творчества»). Ему было поручено рецензирование монографии Ду Вэймина «Гуманность и саморазвитие». Во время отпуска Виталий и Ина как туристы посетили Египет и Кипр. 15 октября 1981 года в дневнике помещена последняя запись:

Завтра утром выезжаем на полтора дня в Синай, в Ди-Захав. Посмотрим рыб под водой. Начал вчера читать «Деяния апостолов». Когда хорошо представляешь себе места, где всё это происходило, читается совершенно иначе.
Проведя выходной на море, супруги Рубины возвращались в Иерусалим на собственной машине. 17 октября на узкой горной дороге между Беэр-Шевой и Арадом Рубин не справился с управлением, и машина слетела с дороги, врезавшись в столб. От полученных травм он скончался в больнице Беэр-Шевы в 58-летнем возрасте. Инесса Рубина получила повреждения головы и руки, но жизнь её оказалась вне опасности. В дальнейшем она вышла замуж за Иосифа Фейгенберга.

## Научная деятельность

### Вопросы истории и культуры Древнего Китая
Корпус научных трудов Рубина, включает около 70 единиц: единственную монографию, исследовательские статьи, обзоры, рецензии и переводы. А. И. Кобзев характеризовал его так: «…плод более чем двадцатипятилетних (от конца 50-х до начала 80-х годов) исканий напряжённой и честной научной мысли, питаемой гражданской страстью, покоряет сочетанием откровенности и строгости, теоретичности и злободневности». В дневниковой записи от 14 июня 1980 года 56-летний Рубин так говорил о своём призвании: «То, что я не философ, мне ясно: я не живу понятиями философии, у меня нет комбинаторского и спекулятивного дара оперировать ими. По существу меня привлекает интеллектуальная история, а это отнюдь не философия. Для этого нет необходимости в метафизическом горении; для этого нужны качества историка». Согласно сообщению А. Я. Гуревича, В. А. Рубин выполнил перевод нобелевской лекции Альбера Камю, черновой вариант рукописи которого остался в его архиве. Уже в перестроечные годы они вместе с В. Я. Бахмутским (осуществлявшим редактуру) планировали опубликовать перевод в альманахе «Одиссей. Человек в истории», что так и не осуществилось, так как в 1990 году вышло сразу несколько объёмных изданий произведений Камю, включающих другие переводы его нобелевской речи.
По определению А. И. Кобзева, несмотря на самопрезентацию, и то, что Рубин по принадлежности к научным институтам не являлся профессиональным философом, в Советском Союзе 1960-х годов он являлся «наиболее сведущим специалистом по истории китайской философии». Осознав, что философия играет центральную роль в китайской истории, он пришёл к выводу, что эта философия носит практичный характер, совмещая религиозные и научные функции.
Рубин начинал свою научную деятельность как историк. А. И. Кобзев следующим образом характеризовал его достижения 1950 — первой половины 1960-х годов:

Научный подход В. А. Рубина всегда отличался строгим рационализмом, с помощью которого он проводил плодотворную критику как догматических рассуждений о формациях и классовой борьбе в древнем Китае, так и малообоснованных гипотез вроде теории особого этапа ораторского искусства в истории китайской литературы. При этом В. А. Рубин сам не чурался смелых исторических реконструкций, обнаружив, в частности, в древнекитайском обществе элементы демократии в виде народного собрания.
Библиография печатных работ Рубина 1950-х годов свидетельствует, что он с самого начала занимался вопросами древности. Работая в Фундаментальной библиотеке общественных наук АН СССР, он занимался рецензированием новейших китайских публикаций на самые разнообразные темы: от археологии эпохи Инь, до трудов по Тайпинскому и Ихэтуаньскому восстаниям, делал обзоры дискуссий о рабовладении в Древнем Китае и периодизации истории Срединного государства, и даже опубликовал (в соавторстве с В. Н. Ярхо) статью о китайских переводах Аристофана. Переехав в Израиль, Рубин утверждал, что многие советские историки обращались к древности, поскольку «здесь есть известная мера свободы». В диссертации 1959 года Рубин, используя в качестве основного источника «Цзо чжуань», показал, что в политической структуре Китая VII—V веков до н. э. были «элементы демократии». Термин «демократия» использовался в специфической коннотации: «отсутствие деспотии и ограниченная возможность народного волеизъявления», а не политический строй, основанный на определённых принципах. В Китае эпохи Чуньцю можно найти и олигархию, то есть управление государством со стороны не автократа, а совета знати. 1 января 1970 года Рубин в своём дневнике анализировал собственные достижения предшествующего периода, и утверждал, что пятидесятые годы были для него «не особенно увлекательны» («диссертация носила на себе печать нежелания заниматься ерундой, интереса к источнику»). Он сам утверждал, что в концептуальном плане находился под сильным влиянием И. М. Дьяконова, и «ощущал, что далее двигаться было некуда».

### Идеологические системы Древнего Китая в восприятии Виталия Рубина

#### Эволюция теоретических взглядов Рубина
Израильская исследовательница Айрин Ибер рассматривала научную эволюцию Рубина в тесной связи с его биографией, делая вывод, что его выводы и общий пафос работ в русле «идеологического поворота» увязаны с хрущёвской оттепелью и общим раскрепощением духовной атмосферы в СССР 1960-х годов. Судя по дневникам Рубина, свою новую проблематику — соотношение личности и власти в условиях древнего авторитаризма, — он полностью сформулировал в 1963 году. 13 мая 1964 года Рубин прочитал в Институте восточных языков доклад «Раннее конфуцианство и легизм. Опыт оценки», встреченный суровой критикой Р. В. Вяткина, Л. С. Переломова и Ян Хиншуна. Главной причиной критики стало решительное отвержение классового анализа («Можно ли говорить, что всякий теоретик непременно отражает идеологию определённого класса?») и рассуждения о прогрессивной роли конфуцианства для Древнего Китая, используя параллели с православием в Древней Руси. В советской литературе того времени борьба легистов против конфуцианцев изображалась как борьба прогрессивных мыслителей и реформаторов против консерваторов и реакционеров. Как резюмировал Рубин, конфуцианство, пока не сделалось официальной идеологией, являлось гуманистическим, просветительским и пацифистским учением: представление о его изначальной реакционности является следствием переноса в древность черт позднего, средневекового конфуцианства. Легизм же — человеконенавистническая идеология, призывающая к «оболваниванию народа», ибо легисты отделили политику от морали за полторы тысячи лет до Макиавелли. Тезисы, озвученные в данном докладе, легли в основу единственной монографии Рубина, написание которой началось в 1968 году.
Взгляды Рубина на конфуцианство менялись в середине 1960-х годов. Одним из главных для него сюжетов была теория власти, особенно у Мэн-цзы. Для разрешения сформулированной проблемы политики и морали Рубин использовал исторический метод. Конфуций жил в патриархальном городе-государстве (это понятие применительно к Китаю в советской синологии ввёл также Рубин) и вообще не говорил о гуманном управлении потому, что не видел в управлении проблемы, которая бы качественно отличалась от межличностных отношений. То есть никакой техники управления он не признавал, как не признавал, что государство чем-то отличается от группы семей, связанных родственными узами. После создания на территории Китая крупных государств, ошибочность такого подхода осознали легисты, предложив технологию управления, полностью оторванную от морали. Реакцией на эти процессы и стала теория Мэн-цзы. Дальнейшая история привела к синтезу этих подходов. В сентябре 1965 года Рубин обратился к ведшейся в те годы второй дискуссии об «азиатском способе производства», сделав глобальный вывод: устарела точка зрения, гласящая, что деспотизм изначален на Востоке. В докладе, прочитанном 3 декабря 1965 года, Рубин использовал высказывания Маркса и Энгельса, что, во-первых, государство на Востоке совпадает с правящим аппаратом («оно обладает в своих действиях несравненно большей самостоятельностью, чем западное государство»), и, во-вторых, форма правления безразлична («имеет смысл рассматривать государство не только с точки зрения того, орудием какого класса оно является, но и с точки зрения того, каково это государство»). В тот период Рубин выражал неприятие конфуцианской этики, иллюстрируя её в дневнике 1966 года следующим примером: в некоем фельетоне в «Правде» рассказывалось, что председатель колхоза избил мальчика, а тот покончил с собой. Мораль: раз у председателя огромная власть, он должен думать о людях, должен быть к ним внимателен и добр. «…В этом и конфуцианский порок — вместо того, чтобы обеспечивать права человека, обращаться с увещеваниями к правителям о том, что надо быть хорошими». Исследователь заключал, что проблемы государства — это в первую очередь проблемы идеологии, а линия «причина — следствие» ведёт не от экономики к политике и идеологии, а наоборот.
В дневниках 1967—1968 годов Рубин откровенно признавал, что его исторические построения «отмечены презентизмом» и он переносил в Древний Китай современную ему духовную ситуацию (как в маоистской Китайской Народной Республике, так и в «застойном» СССР). После переезда в Израиль в 1976 году у Рубина много лет ушло на адаптацию в стране и подготовку материалов для преподавания в университете, которым он никогда не занимался в Советском Союзе. В опубликованных работах 1970-х годов, которые не подвергались цензуре (в том числе самоцензуре), проблематика противостояния деспотизму и нонконформизма более не была актуальной. В дневнике за 1980 год он определённо писал об осознании, что внутренняя неудовлетворённость собой переносилась на внешние факторы и влекла к очередному бегству из страны. А. Ибер считала, что Рубин считал свою эмиграцию в Израиль формой активного протеста, а не «бегства» в конфуцианско-даосском духе. В последние годы жизни Рубина в центре его духовных и научных исканий оказывалась проблема автономности индивидуума, возможности свободы действий в результате свободного выбора. Он попытался осмыслить в категориях личного выбора конфуцианскую категорию верности (кит. 忠, пиньинь zhōng, палл. чжун). Однако, согласно А. Ибер, Рубин не определял свободу выбора ни как простой перебор заданных альтернатив, ни как внутреннюю спонтанность воли. То есть выбор — это сложное действие, в котором соединяются личные склонности и внешние социально-политические условия, препятствующие или способствующие свободе выбора. В китайской истории его особенности привлекали образы Бо-и и Шу-ци, — братьев, уморивших себя голодом в знак протеста против действий царя Чжоу У-вана. Впрочем, свобода не была важнейшей категорией для Рубина, так как его более волновал мотив ответственности за содеянное. В его презентистской системе координат главный вопрос заключался в возможности сохранения моральной чистоты при сотрудничестве с неправедной властью. В древности данная проблема активно разрабатывалась Мэн-цзы.
Айрин Ибер утверждала, что тематика рубинского творчества не изменилась после того, как он покинул СССР, более того, средствами анализа древнекитайских текстов он пытался объяснить свой отъезд из Советского Союза. Переехав в Израиль, Рубин утратил интерес к протестной и нонконформистской деятельности, поставив в центр философской разработки проблему моральности действий индивида и личной ответственности. Д. Е. Мартынов уточнял, что в иерусалимский период Рубин приступил к исследованию древнекитайских космологических представлений с рассматриваемыми им моделями общества, предложенного разными школами. Синтетический подход он видел в использовании компаративистских методик, в частности, сравнения картин мира, созданных в античной, еврейской и китайской философии. В одном из дневников он утверждал, что в традиционном Китае «космология заняла место греческой науки (если говорить о европейском синтезе христианства и греческой науки)». В опубликованных статьях и докладах на конференциях Рубин продолжал утверждать, что Китай — классическая страна тоталитаризма, и даже проводил параллели легизма с фашизмом. Рубин утверждал, что морально нейтральной идеологии не существует. «Всякая идейная структура, обладающая широким охватом и в той или иной степени универсальными претензиями, вступая в сферу политики, должна как-то морально определиться. Ели она не делает выбор в пользу морали, то она рано или поздно будет использована антиморальными силами, поставившими себя на службу деспотии». Об изменившихся взглядах Рубина на конфуцианство можно судить по заметкам к лекции, прочитанной в Иерусалимском университете 7 ноября 1979 года. В этой лекции Рубин утверждал, что архаическая китайская религия создала картину мира, но не систему морали. Также он сравнивал культурные роли Конфуция и Иисуса Христа, сообщая, что для названного его именем учения роль Конфуция «и больше, и меньше, чем роль Христа для христианства. Традиционная историография Китая приписывала Конфуцию редакцию, отчасти и создания существующего до него канона, о Христе этого сказать нельзя». В то же время по жизненным обстоятельствам судьба Конфуция совершенно не драматическая, «по сравнению даже с Буддой. Он не хотел быть учителем, а стремился стать политическим деятелем».

#### «Идеология и культура Древнего Китая (четыре силуэта)»
В связи с большим международным резонансом вокруг выезда Рубина из СССР, московское издание его монографии 1970 года «Идеология и культура Древнего Китая (четыре силуэта)» вызвало рецензию американского специалиста по интеллектуальной истории Бенджамина Шварца, работавшего тогда в Гарвардском университете. Он отметил большую актуальность труда Рубина, поскольку в американской синологии, в её домене, посвящённом традиционному обществу, в начале 1970-х годов преобладали исследования позднего периода — династий Мин и Цин. Между тем, согласно мнению Б. Шварца, адекватно понимать поздних мыслителей невозможно без «фундамента» классической древнекитайской философии.
Рецензентом была высказана идея, что книга Рубина должна быть переведена на английский язык, поскольку предназначена для широкой аудитории, и по форме представляет «очень личное и живое эссе по некоторым генеральным проблемам древнекитайской мысли». Книга подходит для первоначального введения в предмет и должна использоваться в преподавании общих курсов китайской философии. Говоря о новизне рубинского подхода, Б. Шварц уловил, что лейтмотивом монографии является рассмотрение личной роли Конфуция не как «передатчика культуры прошлого», а как борца за моральную и духовную автономию человеческой личности, нонконформиста, который не способен заставить себя пойти на компромисс ради политического успеха. Традиционализм Конфуция проистекал из его высокой оценки культуры, ибо культура — это непрерывно пополняемая сумма всех моральных и эстетических ценностей, которые придают смысл социальной жизни. Идеал цзюнь-цзы — это нонконформистский идеал, поскольку «благородный муж» сам формирует своё окружение, берёт на себя моральную инициативу, и принимает решение, когда ему следует подчиняться или не подчиняться воле правителя. Более того, Конфуций наделил его правом активного противодействия, если поведение правителя аморально. Если же увещевания не действуют, цзюнь-цзы должен покинуть службу. В этом отношении Рубин однозначно противопоставлял древнее конфуцианство его имперской ханьской модификации, и идеологическая победа конфуцианцев над моистами и легистами может быть названа «пирровой», несмотря на некоторые элементы социальной мобильности, которые это учение привило китайскому обществу, — карьеру, открытую выдающимся талантам.
В главе, посвящённой Мо-цзы и моистам, Рубин сразу обращал внимание, что они отвергли все конфуцианские построения вокруг гармонично развитой личности. Учение Мо-цзы — своего рода конструктивный утилитаризм, основанный на «удовлетворении самых элементарных потребностей максимального числа людей». Для Мо-цзы государство — это огромная машина, основанная на абсолютной власти правителя и его чиновников, которые контролируют все аспекты общества через механизм наград и наказаний. «Несмотря на все разговоры о „всеобщей любви“, под словом „любовь“ подразумевается подчинение всех манипуляциям правителей, которые, по-видимому, представляют общие интересы всего социума». Моисты не считали человека личностью, обладающей чувствами, скорее, это было представление о tabula rasa. Общественный идеал учения моистов Рубин называл «утопией всеобщего конформизма». Поскольку государство рассматривалось Мо-цзы как машина, чиновники должны были являться квалифицированными специалистами по управлению и военному делу, и, если Конфуций интересовался исключительно вопросами этики, то Мо-цзы — техникой государственной власти. В известной степени, можно рассматривать его учение как протест против этических норм конфуцианства, сдерживающих правителя, что обосновывается общим материальным благом. Отказ от традиции, проповедуемой конфуцианством, оборачивается отказом от культуры. С точки зрения Мо-цзы, культура связана с бытом высшим сословий и ненужной с точки зрения утилитаризма роскошью. Культурные ценности, которые конфуцианство рассматривает как неотъемлемые блага, у моистов становятся препятствием для материальных и социальных технических инноваций. В известном смысле, это сделалось фундаментом легистской доктрины.
В понимании Рубина, древнекитайский легизм не являлся утопической доктриной, а представлял собой теорию и практику тоталитаризма. Если для моистов государственная машина была предназначена для человека, пусть и массового, то для легистов госаппарат являлся ценностью сам по себе и самоцелью. Легисты призывали к тотальной централизации управления и тотальной концентрации властных ресурсов в руках правителя. Отказ легизма признавать автономию человеческой личности Шварц называл «бихевиористским». Рубин доказывает, что термин кит. 法, пиньинь fǎ, палл. фа означал в легистской терминологии не только уголовное законодательство (как «негативный регулятор поведения»), но и всё разнообразие «рациональных» приёмов управления, призванное создать класс послушных, но работоспособных функционеров. Особо Рубин выделял роль шпионов и доносчиков в легистском государстве. Вывод автора однозначен: общепринятый тезис, что китайское государство являлось конфуцианским, неверен, ибо оно формировалось в основном под влиянием идеологии легизма.
Б. Шварц заявлял, что не намерен давать развёрнутой критики построениям Рубина. Автор явно разделял конфуцианское убеждение в ценности человеческой индивидуальности самой по себе, и принимает тот образ древнего конфуцианства, который создали сами последователи этого учения. В контексте древнекитайской философии конфуцианцы представляли линию гуманизма, противоположную «монистическому экстремизму» своих противников — моистов, легистов и даосов. Рубину удалось передать в своей книге то, что «должно было быть захватывающим и свежим в послании Конфуция для его современников». Большой заслугой Рубина стала демонстрация, что древнекитайская мысль имеет отношение не только к последующей истории самого Китая, но и к общечеловеческим заботам и проблемам.

#### «Личность и власть в Древнем Китае»
В 1976 году монография Рубина была переведена на английский язык (перевод выполнил политолог-востоковед Стивен Ливайн) под названием «Individual and State in Ancient China». Новое название, по мысли публикаторов, выражало внутреннее содержание труда учёного. В предисловии провост Колумбийского университета (в издательстве которого была выпущена книга) Уильям Теодор де Бари отмечал, что в обычных условиях труд Рубина никогда не попал бы в руки англоязычного читателя, «подвергшись забвению, уготованному любой независимой мысли в Советском Союзе». В то же время де Бари заявил, что работа Рубина не является принципиально новаторской или основанной на вновь открытых источниках. Её значение в ином: личный опыт Рубина позволил провести параллели с проблемами, которые волновали классических китайских мыслителей в VI—V веках до н. э. То, что Рубин вообще не упоминал об «идеологических предубеждениях и бесплодных типологиях», по мнению де Бари, даже «менее ожидаемо, чем солженицынское извержение в „Архипелаге ГУЛАГ“». Книга Рубина вышла после проводимой в Китае кампании «Критики Конфуция и Линь Бяо», и её автор «признал непритязательное величие Конфуция и его способность вдохновлять даже самое одичалое поколение людей». Подобные комментарии повторялись практически во всех рецензиях. Пол Ропп подчёркивал, что автор книги — «советский еврей, диссидент-интеллектуал», и цитировал переводчика Стивена Ливайна, который призывал воспринимать книгу Рубина не как научный анализ древнекитайской философии, а, скорее, как личностно окрашенный иносказательный комментарий к современному советскому режиму.
Пол Ропп счёл, что наиболее серьёзным недостатком работы Рубина, лишающим её научности, является преувеличение контраста между Конфуцием и Шан Яном. «Рассматривать Конфуция как нонконформиста, посвятившего себя развитию личности, означает игнорировать высочайший приоритет, отдаваемый Конфуцием социальному порядку. Точно так же образ Шан Яна — мизантропа, противопоставляемый Конфуцию-гуманисту, затушёвывает тот факт, что Шан Ян жил двумя столетиями позже Конфуция и его законы были разработаны именно для той же цели, которой не помогли добиться Конфуциевы церемонии и исправление имён, — а именно восстановления и сохранения строжайшего социального порядка». То есть, в противоположность сказанного Рубиным, конфуцианцы и легисты равно разделяли цель авторитарного иерархического общества, нацеленного прежде всего на стабильность. Ни одно из этих учений никогда не стремилось к защите личной свободы каждого члена общества вне зависимости от его статуса. Лучшей из глав П. Ропп называл финальную, посвящённую даосизму, из которой выводил, что при других обстоятельствах написания этой книги Рубин мог продемонстрировать гораздо более тонкий анализ древнекитайской мысли. Игнорирование им классового анализа иногда искажает картину происходящего. Он не упоминает, что Мо-цзы явно относился к низшим классам общества, хотя это имеет прямое отношение к пониманию утилитаризма его учения, осуждения расточительных придворных ритуалов и явного непонимания смысла конфуцианской «культуры». Видимо, Рубин не осознавал, что акцент Конфуция на нравственном воспитании и церемониях служил, среди прочего, делу рационализации и перераспределения социальных иерархий, серьёзно пострадавших при упадке чжоуской феодальной системы. Симпатии Рубина именно к Конфуцию, ввиду отстаивания им свободы интеллектуалов, объяснимы, так как только Конфуций, среди разбираемых советским учёным древнекитайских философов, отводил учёным заметное место в своей идеальной социальной системе.
Чарльз Патрик Фицджеральд, не отрицая субъективности подхода Рубина, не считал это основанием считать его книгу «замаскированной пропагандой». Напротив, рубинская критика четырёх доминирующих направлений древнекитайской философии серьёзна, хорошо аргументирована, и его подход «зачастую оригинален». Достоинством книги Фицджеральд называл и прослеженную историческую судьбу всех четырёх учений. «Доктор Рубин прямо не настаивает, чтобы современный читатель проводил любую аналогию с современностью, но если он попытается это сделать, материал ему предоставлен».
Бельгийский синолог Люк Квонтен называл тематику Рубина «очень традиционной», и заявил, что ценность его труда коренится в возможности понять интеллектуальную жизнь в СССР. Авторское предисловие позволяет рассматривать «Личность и власть в Древнем Китае», скорее, как критику советской философии государства, а не собственно научный анализ древнекитайской философии. Поэтому «работу В. Рубина на русском языке следует принимать такой, какая она есть, и даже можно восхититься его интеллектуальным мужеством, но этого нельзя сказать о переводе». С точки зрения Л. Квонтена, перевод С. Ливайна не выдерживал никакой критики. Сравнивая русский оригинал и английскую версию монографии Рубина, синолог пришёл к выводу, что последняя является сильно отредактированной. Вдобавок, переводчик зачастую не проверял цитат по оригиналу, и все использованные Рубиным фрагменты древнекитайских текстов, переведённые им самим, С. Ливайном заменены на имеющиеся на английском языке, и они не совпадают. Английская версия книги Рубина, по мнению Люка Квонтена, «не заслуживает научного признания». Французская исследовательница Марианна Бастид не воспринимала книгу Рубина как целостное исследование, считая её сборником четырёх статей, и полагала, что оригинальной в ней является только жизненная судьба автора. Также Марианна Бастид утверждала, что работу Рубина (в русском оригинале) использовали теоретики китайской кампании «Критики Конфуция и Линь Бяо» как пример того, что «ревизионистская правящая клика Советского Союза, как и все реакционеры, восхваляет конфуцианство». Используемые Рубиным методы анализа находятся вне категорий советской или китайской идеологии, книга его предназначена для неспециалистов и в этом качестве с большой ясностью излагает основы и суть конфуцианского гуманизма. Стиль автора именуется «простым, живым и милым».

### Даология
Даология не входила в круг основных профессиональных интересов Рубина, однако он не мог избегать этой тематики при разработке базовых проблем китайской классической философии. Суждения по этим вопросам содержались в четвёртой главе его монографии «Идеология и культура Древнего Китая». Основное методологическое положение этой работы, в трактовке А. Л. Мышинского, сводилось к положению: «китайская классическая философия не являлась для её создателей самоцелью, а была ступенью к выработке практической программы действий». По сравнению с другими школами древнекитайской философии теоретический интерес у даосов был выражен сильнее и сосредотачивался, главным образом, на природе. В даосской философии Рубин рассматривал три основных сюжета: интерпретация дао, учение о сверхчеловеке и даосское осуждение цивилизации.
Рубинская интерпретация дао (мистический пантеизм: дао имманентно миру, и невозможно воспринять его ни чувствами, ни разумом, возможно лишь «мистическое слияние с дао»), согласно А. Мышинскому, близка взглядам В. М. Алексеева и Л. С. Васильева. Алексеевское влияние сказывается в понимании даосского шэн-жэня как сверхчеловека, который стоит «по ту сторону добра и зла». По соображениям самоцензуры Рубин не мог упоминать о Ницше. Даосский сверхчеловек трактуется как существо, стоящее вне морали, действующее безразлично, как сила природы. В лице сверхчеловека природа противопоставляется обществу, оборотной стороной чего является отрицание права общества распоряжаться человеческой жизнью. Высшим долгом является самосохранение, которое возможно лишь при отказе от всякой деятельности. Эта идея, по мысли Рубина, является стержневой для Лао-цзы и Чжуан-цзы. Дао в трактовке даосов противоположно трактовке Конфуция, равно противопоставляются шэн-жэнь и цзюнь-цзы — идеальные модели человека. Рассматривая учение Чжуан-цзы, Рубин сравнивал его взгляды с Диогеном Синопским, и находил некоторые параллели. В первую очередь, и у даосов, и у киников познание не выступает как высшая ценность, а мудрец, осознавший, «что цивилизация построена на насилии и лжи, должен либо, уйдя в себя, активно добиваться мистического слияния с дао, либо способствовать разрушению цивилизации».
Выводы Рубина оказывались политически злободневными в условиях борьбы советских китаеведов с маоистским философами эпохи «Культурной революции». А. Мышинский предположил, что одной из причин неприятия Рубина в профессиональной среде стало то, что его трактовка даосизма выглядела чуть ли не как оправдание деятельности хунвэйбинов. В дневниках Рубина 1967—1968 года последовательно разрабатывалась идея, что в даосизме «ненависть к насилию, к принуждению оборачивается по существу призывом к насилию, причём замечательно, что это насилие направлено не против угнетающего человека государства, а против культуры и её носителей». В дневнике отмечены кулуарные беседы в ходе одной из научных конференций, когда С. Е. Яхонтов отметил, что идеи древних даосов «в духе хунвэйбинов», а «Хань Фэй-цзы — это уже просто эсэсовец». По мнению А. Мышинского, подобные взгляды Рубина восходили к «оттепельной» эпохе в советском китаеведении.
Айрин Ибер утверждала, что взгляды Рубина на даосизм претерпели существенную эволюцию после публикации «Идеологии и культуры Древнего Китая». В 1969—1972 годах он работал над докторской диссертацией, которая так никогда и не была написана. Сохранившиеся заметки, посвящённые «Чжуан-цзы» и «Дао дэ цзину», демонстрируют снижение негативизма в оценках. Например, оказалось, что хотя Чжуан-цзы критиковал Конфуция, но был на стороне конфуцианской школы в полемике с моистами и легистами. Конфуцианцев и даосов сближал мотив избегания общественной активности и отказа служить неправедной власти. Анализируя антимилитаризм автора «Дао дэ цзина», Виталий Рубин находил, что теория у-вэй аналогична концепции Мэн-цзы о «гуманном правлении».

## Память
Эмиграция учёного привела к отчуждению его научного наследия от советского академического сообщества, что А. И. Кобзев характеризовал как «неестественный и даже противоестественный барьер в виде исключения имени Рубина из библиографий и специальных справочников». Имя Рубина не попало в биобиблиографический словарь востоковедов С. Д. Милибанд даже при его переиздании в 1995 году, несмотря на то, что там представлен его отец А. И. Рубин.
После кончины Рубина его научное наследие оставалось актуальным около двух десятилетий. В 1988 году в серии «Библиотека Алия» в Иерусалиме были напечатаны два тома рубинских дневников суммарным объёмом 683 страницы. Опубликованные записи охватывали период с 22 июня 1962 по 15 октября 1981 года, что далеко не исчерпывало дневникового материала. Заметки о случившихся с ним событиях Рубин вёл всю свою сознательную жизнь, а подробные дневники начал вести в апреле 1962 года в пронумерованных толстых тетрадях. По свидетельству И. М. Рубиной, таких тетрадей было двадцать девять, объёмом более двух с половиной тысяч рукописных страниц. Издание дневников предварялось автобиографией, скомпилированной М. Рубиной на основе интервью, данным Рубиным И. Авербуху для Центра исследования и документации восточноевропейского еврейства в феврале 1977 года. Биография охватывает события от рождения до подачи заявления на выезд в 1972 году, включая также некоторые ранее не публиковавшиеся дневниковые записи и письма. Событиям совместной жизни с Виталием от их знакомства до выезда в Израиль посвящён весь второй том мемуаров Инессы Рубиной «Жизнь как жизнь», опубликованный в Иерусалиме в 2006 году. В России биографией и научным наследием Рубина занимался в 1990-е годы А. И. Кобзев, который поместил краткую статью в энциклопедический словарь «Китайская философия» (1994) и был редактором-составителем и автором предисловия к собранию трудов Рубина, которое дважды печаталось на русском языке: в 1993 и 1999 годах. В 2009 году две статьи, посвящённые Рубину, выпустил Д. Е. Мартынов в казанском журнале «Евразийские исследования», их материалы были использованы в 2016 году в публикации в четвёртом томе альманаха «Архив российской китаистики» (ИВ РАН). В 2016 году в том же альманахе вышли также ранее не опубликованные: израильская программа курса В. А. Рубина по китайской исторической мысли и статья «Проблема периодизации в коммунистической китайской историографии (ответ профессору Сюй Чжо-юню)», рукописи которых были предоставлены И. М. Рубиной.
Израильская коллега Рубина Айрин Ибер в марте 1983 года провела в Еврейском университете Иерусалима международный коллоквиум, посвящённый памяти Рубина, «Конфуцианство: динамика традиции», в котором принял участие Ду Вэймин. В 1986 году материалы были опубликованы в Нью-Йорке на английском языке, включая библиографию трудов Рубина и не законченную им статью «Китайский Дон Кихот: различные оценки образа Бо-и». Айрин Ибер опубликовала в этом сборнике свой обзор работ Рубина о конфуцианстве.

## Труды
Сводная библиография составлена А. И. Кобзевым
- Рубин В. А. «Цзо чжуань» как источник по социальной истории периода Чуньцю : диссертация… кандидата исторических наук / Науч. рук. Л. В. Симоновская. — М., 1959. — 276 с.
- Рубин В. А. Рабовладение в древнем Китае в VII–V вв. до н.э. (по «Цзо чжуань») // Вестник древней истории. — 1959. — № 3 (69). — С. 3—21.
- Рубин В. А. Идеология и культура Древнего Китая: (Четыре силуэта) : АН СССР. Науч. совет по истории мировой культуры. — М. : Наука, ГРВЛ, 1970. — 161 с.
Schwartz B. Review: [Ideologija I Kul'tura Drevnego Kitaja (Ideology and Culture of Ancient China) by Vitalii Rubin] // Philosophy East and West. — 1974. — Vol. 24, no. 4. — P. 456—459. — JSTOR 1397806.
  - Vitaly A. Rubin. Individual and State in Ancient China. Essays on Four Chinese Philosophers / Tr. and Preface by Steven I. Levine. — New York : Columbia University Press, 1976. — xxix, 149 p. — ISBN 0-231-04064-4.
Rosemont H. Review: [Individual and State in Ancient China by Vitaly A. Rubin, Steven I. Levine] // Philosophy East and West. — 1977. — Vol. 27, no. 2: Dialogue in Skepticism. — P. 231. — JSTOR 1397622.
Ropp P. S. Review: [Individual and society in ancient China: Essays on four Chinese Philosophers, by Vitaly A. Rubin] // Bulletin of Concerned Asian Scholars. — 1977. — Vol. 9, no. 1. — P. 68—69. — doi:10.1080/14672715.1977.10406403.
FitzGerald C. P. Review: [Individual and State in Ancient China. by Vitaly A. Rubin, Stephen I. Levine] // Pacific Affairs. — 1977. — Vol. 50, no. 4. — P. 684—686. — JSTOR 2757834.
Kwanten L. Review: [Individual and State in Ancient China. Essays on Four Chinese Philosophers by Vitaly A. Rubin, Steven I. Levine] // Journal of Asian History. — 1979. — Vol. 13, no. 2. — P. 195—196. — JSTOR 41930350.
Bastid M. Review: [Individual and State in Ancient China. Essays on Four Chinese Philosophers by Vitaly A. Rubin, Steven I. Levine] :  [фр.] // Revue Historique. — 1980. — Т. 2, № 2 (534). — P. 511—512. — JSTOR 40953829.
- Рубин В. Дневники. Письма. — Иерусалим, 1989. — Т. I. — 286 с. — (Библиотека-Алия; 124). — М. Рубина. Биография Виталия Рубина. — ISBN 965-320-059-3.
- Рубин В. Дневники. Письма. — Иерусалим, 1989. — Т. II. — 411 с. — (Библиотека-Алия; 125). — ISBN 965-320-060-7.
- Рубин В. А. Личность и власть в Древнем Китае: собрание трудов / отв. ред. и авт. предисловия А. И. Кобзев. — М. : Вост. лит., 1999. — 382 с. — (Corpus Sericum). — ISBN 5-02-017868-3.

## Комментарии
1. ↑  После тяжёлого инсульта 20 ноября 1960 года Арон Ильич утратил речь и более не вставал[19]. Софья Сауловна Рубина скончалась 10 июля 1964 года от сердечного приступа на даче в Кратово, когда рядом не было ни Виталия, ни Марии Рубиных. Помог Инессе Рубиной, а далее передал дурную весть вернувшемуся из Москвы сыну тогда священник Александр Мень, живший по соседству[20][21].
2. ↑  До революции дом в Телеграфном переулке принадлежал родственникам матери Рубина, а после уплотнения семейство Рубиных имело две просторных комнаты. Одна из них была перегорожена, и в «пенале» размером 7 × 2,5 м Инесса с Виталием жили вплоть до смерти его родителей. Всего в семикомнатной квартире ютились двадцать человек[24].
3. ↑  Как утверждала Инесса Рубина, знакомство с Амальриком состоялось в начале 1969 года, и именно Виталий, прочитав в рукописи работу о будущем России «Просуществует ли Советский Союз до 1980 года?», предложил ввести в название 1984 год, чтобы возникла ассоциация со знаменитым романом. Оказалось, что Амальрик даже не слышал имени Оруэлла, Рубин пересказал ему сюжет, и идея была принята. Полный текст романа Андрей Алексеевич прочитал ещё через пять лет, уже в ссылке[26].
4. ↑  Речь шла о деле Гинзбурга и Галанскова. Кроме того, Мария Рубина ассистировала Наталье Горбаневской при перепечатке её рукописи «Полдень: Дело о демонстрации 25 августа 1968 года на Красной площади»[29].
5. ↑  В самоанализе, датированном 13 апреля 1974 года, Рубин жаловался, что плохо запоминает эпизоды собственной жизни и даже прочитанный материал, что и являлось главной причиной ведения подробного дневника[89]. Инесса Рубина уточняла, что дневник являлся и творческой лабораторией, куда заносились конспекты книг и статей, необходимых для исследовательской работы[90]. В дневниках содержатся: фиксация прослушанных докладов на конференциях, описания собраний трудового коллектива ФБОН, ИВ АН и еврейской общины, просто бесед, показавшихся важными, а также планы книг, статей, докладов и лекций. Там же содержится ряд материалов, по тем или иным причинам оставшихся вне круга опубликованных научных работ Рубина[91].
6. ↑  Айрин Ибер отмечала при первой публикации данной статьи, что незавершённым остался пятый раздел, тогда как шестой и седьмой вообще не были написаны. Впрочем, сам Рубин в этой связи отмечал, что в статье «почти всё сделано и осталось решить лишь несколько сравнительно второстепенных вопросов». В рукописи статья была почти целиком написана по-русски с обширными вкраплениями англоязычных цитат[96].

### Первоисточники
- Аксельрод-Рубина И. М. Жизнь как жизнь : воспоминания. — Иерусалим : Клик, 2006. — Кн. 2. — 300 с. — ISBN 965-7392-02-0.
- Померанц Г. Профессия неудачника: жизненная мозаика (Воспоминания о ФБОН) // Спор цивилизаций и диалог культур: (Лекции и статьи нулевых годов). — СПб. : Центр гуманитарных инициатив, 2014. — С. 82—92. — 504 с. — ISBN 978-5-98712-120-7.
- Рубин А. И. Статьи о русских поэтах ; Из философского дневника / Сост.: М. Рубина, И. Рубина. — Иерусалим : Лексикон, 1985. — 189 с. — Письмо А. И. Рубина из Омска сыну Виталию в спецлагерь 13.01.1943 (с. 183); Письмо А. И. Рубина Виталию Рубину 5 августа 1942 г., Омск (с. 185—189).

### Словарно-энциклопедические издания
- Рубин Виталий Аронович // Китайская философия. Энциклопедический словарь : РАН, Ин-т Дальнего Востока / Гл. ред. М. Л. Титаренко. — М. : Мысль, 1994. — С. 262—263. — 573 с. — ISBN 5-244-00757-2.
- Рубин Виталий Аронович // Краткая еврейская энциклопедия / Гл. ред.: Ицхак Орен (Надель), д-р Нафтали Прат. — Иерусалим : Общество по исследованию еврейских общин; Еврейский университет в Иерусалиме, 1994. — Т. 7: Рааб — Сионисты-социалисты. — Стб. 436. — 1034 стб. — ISBN 965-320-649-4.

### Монографии и статьи
- Eber I.[англ.]. Scholarship and Autobiography: A Review of Vitaly Rubin's Work on Confucianism // Confucianism. The Dynamics of Tradition / ed. by Irene Eber. — New York : Macmillan Pub Co, 1986. — P. 135—154. — xxii, 234 p. — ISBN 0-0290-8780-5.
- Goodrich C. L., Watson B.[англ.], Wilbur C. M.[англ.], Cohen M. L., Curtis G.[англ.], et al. The Fate of Rubin :  [англ.] // The New York Review[англ.]. — 1974. — 3 October.
- Rosemont H. Vitaly A. Rubin. 1923—1981 // Early China. — 1981. — Vol. 7. — P. 113—114. — JSTOR 23351687.
- Rubenstein J. Soviet dissidents. — Boston : Beacon Press, 1980. — xv, 304 p. — ISBN 0-8070-3212-3.
- Schiffrin H. Z.[англ.]. Obituary: Vitaly Aronovich Rubin (1923—1981) // The Journal of Asian Studies. — 1982. — Vol. 41, no. 3. — P. 645.
- Vitaly Rubin, Soviet emigre, dies in auto accident in Israeli desert :  [англ.] // New York Times. — 1981. — 21 October. — P. 23.
- Дикарёв А. Д., Кобзев А. И., Скрыпник Е. С. 50 лет конференции «Общество и государство в Китае» // Ориенталистика. — 2021. — Т. 4, № 1. — С. 287—319. — doi:10.31696/2618-7043-2021-4-1-287-319.
- Зеленина Г. С. «Из-за куска импортной колбасы, поношенных вещей и жевательной резинки». Материальный мир в полемике о еврейской эмиграции // Культура славян и культура евреев: диалог, сходства, различия. — 2019. — № 21. — С. 264—301. — doi:10.31168/2658-3356.2019.16.
- Мартынов Д. Е. Жизненный путь и творческая биография В. А. Рубина (1923—1981) на страницах его дневников // Архив российской китаистики / сост. А. И. Кобзев. — М. : Ин-т востоковедения РАН, 2016. — Т. IV. — С. 138—154. — 832 с. — ISBN 978-5-89282-700-3.
- Мартынов Д. Е. Эволюция теоретических взглядов В. А. Рубина // Архив российской китаистики / сост. А. И. Кобзев. — М. : Ин-т востоковедения РАН, 2016. — Т. IV. — С. 155—164. — 832 с. — ISBN 978-5-89282-700-3.
- Мышинский А. Л. К истории отечественного китаеведения (на материале советской даологии 1917–1985 гг.) // Общество и государство в Китае. Т. XLV, ч. 1 / Редколл.: А. И. Кобзев и др.. — М. : Федеральное государственное бюджетное учреждение науки Институт востоковедения Российской академии наук (ИВ РАН), 2015. — С. 336—385. — 718 с. — (Учёные записки ИВ РАН. Отдела Китая. Вып. 17).